# Anelaphus davisi
Anelaphus davisi är en skalbaggsart som beskrevs av Skiles 1985. Anelaphus davisi ingår i släktet Anelaphus och familjen långhorningar. Inga underarter finns listade i Catalogue of Life.